# Thot
| G26 |

| G26 |

| C3 |

| C3 |

| U33 | V28 | Z5 · X1 | G7 |

| U33 | V28 | Z5 · X1 | G7 |

| X1 · X2 |

| X1 · X2 |

| G26 | W3 · N5 |

| G26 | W3 · N5 |

| W3 · N5 | G26 | G7 |

| W3 · N5 | G26 | G7 |

| G26 | X1 · X1 · W3 |

| G26 | X1 · X1 · W3 |

| G26 | M17 | M17 | X1 · W3 |

| G26 | M17 | M17 | X1 · W3 |

| D38 · O16 |

| D38 · O16 |

Thot, eigentlich Djehuti (auch Tehut, Tahuti, altgriechisch Θοθ Thoth, koptisch Ⲑⲱⲟⲩⲧ Thōut, arabisch تُحوت Tuhūt), ist in der ägyptischen Mythologie der ibisköpfige oder paviangestaltige Gott des Mondes, der Magie, der Wissenschaft, der Schreiber, der Weisheit und des Kalenders. In den Pyramidentexten galt Thot als Gott des Westens.
Gleichzeitig war Thot im alten Ägypten auch der Name eines Festes und des ersten Monats im Verwaltungskalender und als Ḏḥwtyt oder ḏḥwtt des dreizehnten, also interkalaren Monats im Mondkalender.

## Darstellung
Thot wurde vorwiegend menschengestaltig mit Ibiskopf, als stehender oder hockender Ibis oder als Mantelpavian dargestellt. Andere Abbildungen zeigen die Gottheit auch als weibliche Person mit Ibiskopf oder männliche Darstellung mit Paviankopf oder rein als das Sechem-Zepter.

## Bedeutung im Alten Ägypten
Die Verehrung von Thot ist einer der ältesten Götterkulte des Alten Ägypten und der Kultort war Hermopolis. Seine Bedeutung ist durch Inschriften in Bauwerken und Papyrus-Aufzeichnungen gut belegt. Bereits während der Pyramidenzeit (Altes Reich) war Thot als Mondgott bekannt; in der Spätzeit erhielt er das Epitheton „Silberner Aton“. Seine Attribute sind gewöhnlich eine Schreibtafel zusammen mit einer als Pinsel verwendete Binse und er gilt als Sekretär der Götter sowie als Erfinder der Hieroglyphen. Im Osirismythos war er Schreiber und Wesir des Osiris.
Thot war der Nachfolger von Horus und regierte 3000 Jahre lang friedlich über Ägypten. Danach stieg er als Mond zum Himmel hinauf, doch ein Dämon fraß beständig von ihm, so dass er von einer periodischen Auszehrung betroffen war (verschiedene Mondphasen).
Thot ist spätestens ab dem Neuen Reich auch der erste Monat der Jahreszeit Achet im alten Ägypten. Als Mondgott ist er zugleich der Gott der Zeit und der Zeitabschnitte, da diese sich nach dem Mondlauf richten. Dies macht ihn auch zum Messenden, dem Gott des Maßes. Er repräsentiert die gleichmäßige Ordnung der Welt, er ist der ihr innewohnende Geist der Ordnung und der Gesetzmäßigkeit. So wird er der Vertreter des Geistes überhaupt und insbesondere der Schutzgott aller irdischen Gesetze. Zugleich ist er der Gott der Intelligenz, der Anordner der gottesdienstlichen Gebräuche, der Lehrer der Künste und Wissenschaften, der Erfinder von Sprache und Schrift, der Schutzherr der Bibliotheken.
Schließlich hat Thot auch eine Bedeutung in der Jenseitsvorstellung der ägyptischen Mythologie. Er ist der Protokollant des Totengerichts und notiert, ob die Verstorbenen würdig sind, in das Reich der Wiederkehr beziehungsweise in das Totenreich aufgenommen zu werden.

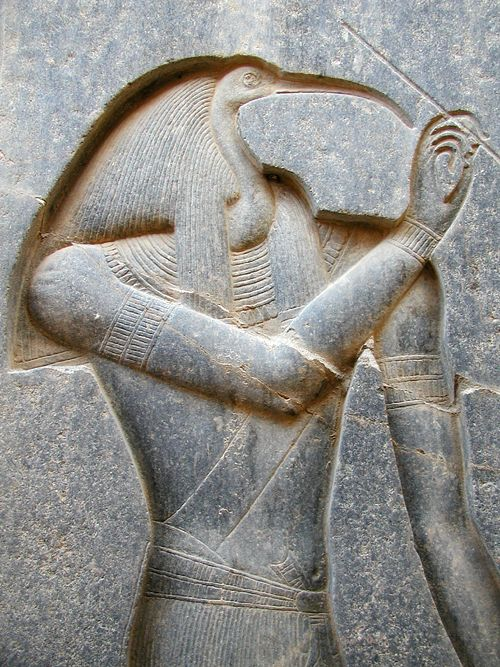
Thot, Thron Ramses II., Luxor
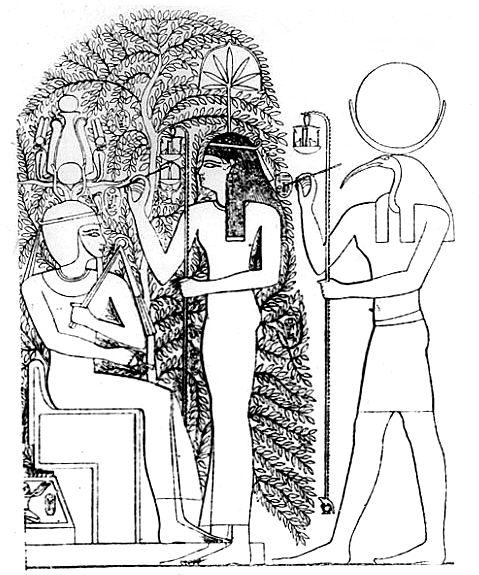
Der heilige Baum (Isched-Baum) von Heliopolis mit Thot und Seschat
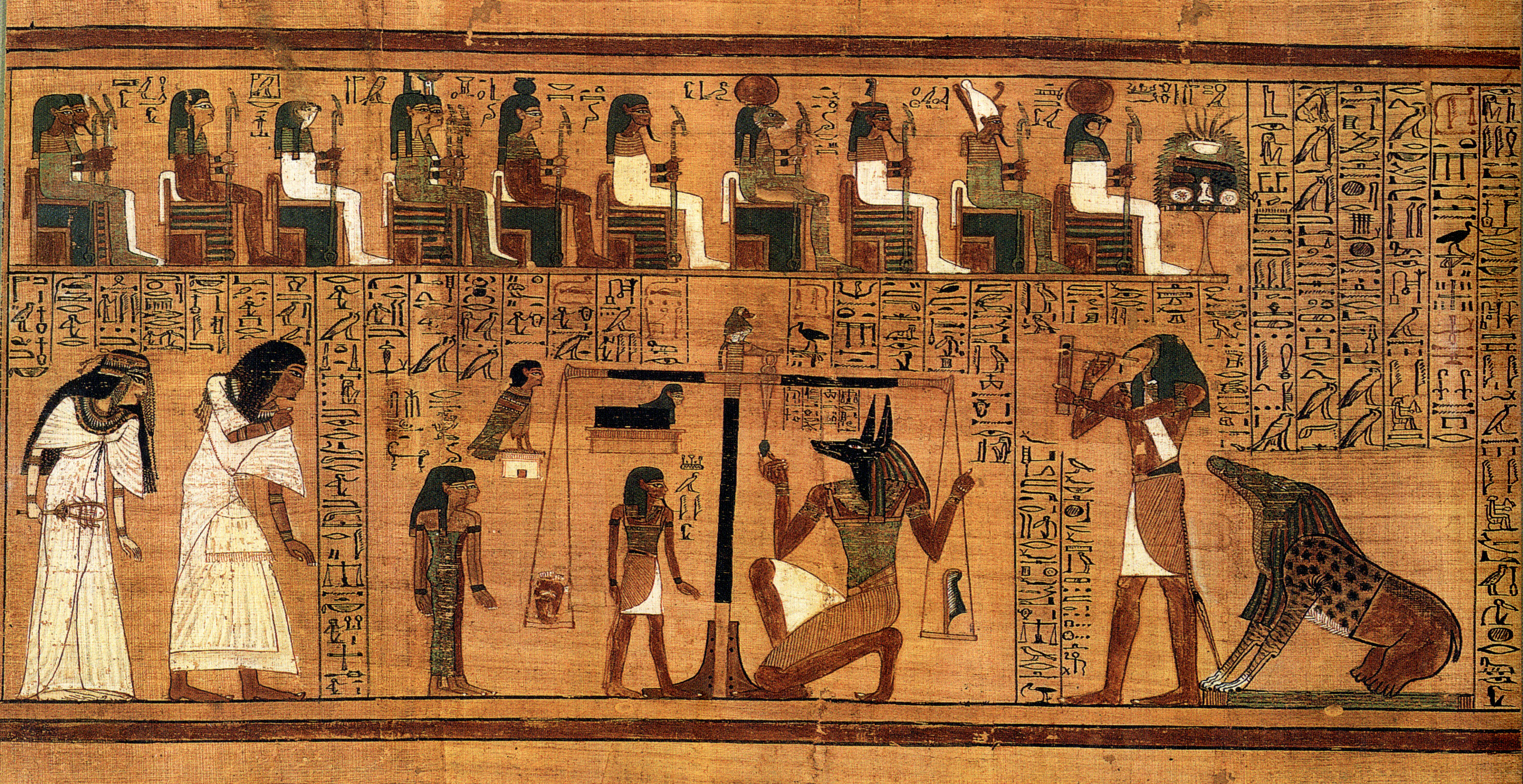
Thot als Schreiber beim „Wiegen des Herzens“, hinter Anubis

## Bedeutung in Griechenland
Thot wurde in der griechischen Mythologie mit Hermes gleichgesetzt und später mit ihm zu Hermes Trismegistos verschmolzen. In Platons Dialog Phaidros, 274c–275a, erwähnt der Philosoph Sokrates den ägyptischen Gott Theuth (Θεύθ) und dessen Erfindung der Schrift, die jedoch vom König des ägyptischen Theben wegen ihrer nachteiligen Einwirkung auf Gedächtnisfähigkeit und wirkliches Erlernen gerügt worden sei.

## Moderne Rezeption
Aleister Crowley schrieb Das Buch Thoth, in dem er das Wahrsagen mit Hilfe des von ihm entworfenen und von Frieda Harris gezeichneten Thoth-Tarotkartendecks und dessen mythologische Hintergründe erläuterte. Im Roman American Gods von Neil Gaiman tritt Thot zu Anfang unter dem Decknamen Mr. Ibis auf und betreibt mit Anubis und Bastet ein kleines Bestattungsinstitut. Auch in der Serienumsetzung kommt diese Figur vor und wird von Demore Barnes dargestellt.
Im Online-Computerspiel Smite ist Thot ein spielbarer Charakter.
Im Film Gods of Egypt wird Thot von Chadwick Boseman gespielt.